# Lavonte David
Lavonte David (Miami, Florida, 23 de enero de 1990) apodado Flash o LoLo, es un jugador profesional estadounidense de fútbol americano que se desempeña en la posición de linebacker en Tampa Bay Buccaneers, equipo de la National Football League (NFL).

## Carrera
Fue seleccionado en la segunda ronda en la Reunión Anual de Selección de Jugadores de la NFL de 2012. Hizo su debut profesional con el equipo Tampa Bay Buccaneers, donde lleva jugando doce temporadas.